# Goldbeck
Goldbeck è un comune tedesco di 1 398 abitanti situato nel land della Sassonia-Anhalt.